# Det Norske Veritas
Det Norske Veritas (DNV) es una sociedad de clasificación de ámbito mundial con sede en Noruega. Fue fundada en 1864, y es una fundación independiente. Sus objetivos son "salvaguardar la vida, propiedades y el medio marino" y es a su vez un proveedor líder de servicios de gestión de riesgos.
Actualmente cuenta con unos 12 000 empleados, en 100 países diferentes, a través de 300 oficinas alrededor del mundo. Su sede central se localiza en Høvik, en las cercanías de Oslo, Noruega.
DNV es una de las tres empresas líderes en su sector junto a la británica Lloyd's Register y a la estadounidense American Bureau of Shipping. Es la sociedad de clasificación más grande del mundo, y presta servicios a 13 175 buques. Además, pertenece a la Asociación Internacional de Sociedades de Clasificación (IACS), que reúne a las diez sociedades de clasificación más importantes del mundo.
En 2012 comenzó un proceso de fusión con Germanischer Lloyd.